# Seramkejsarduva
Seramkejsarduva (Ducula neglecta) är en fågel i familjen duvor inom ordningen duvfåglar.

## Utbredning och systematik
Fågeln förekommer i södra Moluckerna (Boano, Seram, Ambon och Saparua). Tidigare betraktades den som en underart till glasögonkejsarduva (Ducula perspicillata) och vissa gör det fortfarande.

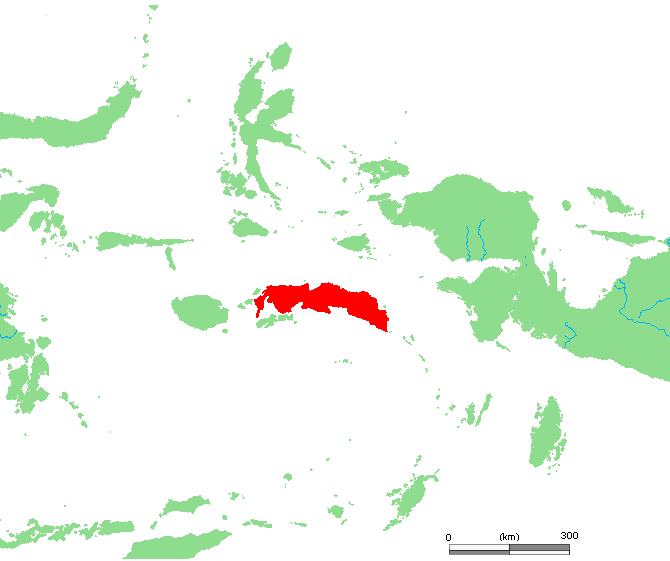
Fågeln har fått sitt namn av ön Seram i Moluckerna där den förekommer.

## Status
IUCN kategoriserar arten som livskraftig.